# Daud Khan
Daud Khan fou sobirà farúquida de Khandesh, germà i successor de Miran Adil Khan II quan aquest va morir sense fills el 28 de setembre de 1501 o el 8 d'abril de 1503.
Daud Khan es va enfrontar a un parent (parentesc desconegut membre d'una branca col·lateral) de nom Alam Khan, molt influent al regne i que tenia el suport d'Ahmadnagar. Els seus germans Husayn Ali i Yar Ali van rebre alts càrrecs a la cort, especialment el primer que fou nomenat wazir amb el títol de Hisam al-Din.
A instigació dels seus germans va declarar la guerra a Ahmadnagar (on el sultà Ahmad Nizam Shah era el protector de Alam Khan). Khandesh fou derrotada i Ahmanadgar va envair el país. Daud va demanar ajut a Malwa i aquest sultanat va enviar un exèrcit que va expulsar a les forces d'Ahmanadgar (1504), però Daud va haver de reconèixer la sobirania de Malwa.
Va morir el 28 d'agost de 1508 o 6 d'agost de 1510. El va succeir el seu fill Ghazni Khan.